# Орлов Єгор Іванович
Єго́р Іва́нович Орло́в (* 2 (14) лютого 1865, село Покров (сучасного Княгининського району Нижньогородської області), — 14 жовтня 1944, Москва), російський хімік-технолог, впродовж 20 років працював в Україні, академік АН УРСР — з 1929.

## Життєпис
Закінчив Московський державний університет, викладав в Костромському хіміко-технологічному училищі.
Протягом 1907—1910 років розвинув та обґрунтував теорію про механізм складних реакцій, які безпосередньо не описуються кінетичними рівняннями першого, другого та третього порядків.
1908 року здійснює другий в історії хімії каталітичний синтез — на основі водню та оксиду вуглецю, отримав етилен; вивчив та описав динаміку процесу.
У 1909 році по його проекту побудовано перший в Російській імперії формаліновий завод.
В 1911—1927 роках — професор кафедри технології мінеральних речовин (по професору В. О. Геміліану) Харківського технологічного інституту, протягом 1911—1931 років завідував кафедрою.
Очолював Український науково-дослідний інститут силікатної промисловості (1927—1932).
З 1932 року — професор Московського хіміко-технологічного інституту.
Автор праць з хімічної кінетики і каталізу, виробництва соди, сірчаної кислоти.

## Нагороди
- орден Трудового Червоного Прапора.